# Campeonato de España de Ciclismo en Ruta 1907
El VII Campeonato de España de Ciclismo en Ruta se disputó en Bilbao el 19 de mayo de 1907 sobre un recorrido de 100 kilómetros. En esa época, el Campeonato de España no tenía este nombre como tal sino que estaba encuadrado en otros campeonatos. En este caso, en el del Gran Premio de Bilbao. 
El ganador de la prueba fue Luis Amunátegui, que se impuso en solitario en la línea de llegada. Tomás San Salvador y Marcelino Cuesta completaron el podio.

## Clasificación final
| Pos. | Ciclista           | Equipo | Tiempo    |
| ---- | ------------------ | ------ | --------- |
| 1.   | Luis Amunátegui    | -      | 3h 18'00" |
| 2.   | Tomás San Salvador | -      | a 10'12"  |
| 3.   | Marcelino Cuesta   | -      | a 16'00"  |
| 4.   | Esteban Espinosa   | -      | a 18'34"  |
| 5.   | Antonio Ruiz       | -      | a 20'10"  |
| 6.   | Jesús Costa        | -      | m.t.      |
| 7.   | Germán Sertucha    | -      | a 26'30"  |
| 8.   | José Pérez         | -      | a 27'03"  |
| 9.   | César Cervera      | -      | a 40'15"  |
| 10.  | Vicente Blasco     | -      | m.t.      |